# Districte de Mainpuri
El districte de Mainpuri és una divisió administrativa de l'estat d'Uttar Pradesh, Índia, a la divisió d'Agra, amb capital a Mainpuri (ciutat). La superfície és de 2.745 km² i la població al cens de 1991 d'1.311.492 habitants.

## Administració
Està constituït per 5 tahsils:
- Kerhal
- Jasrana
- Bhogaon
- Mainpuri
- Shikohabad

i 9 blocks:
- Ghiror
- Kuraoli
- Mainpuri
- Barnahal
- Karhal
- Sultanganj
- Bewar
- Allau
- Kishni

Hi ha 80 Nyay panchayats, 503 gram sabha, 821 pobles habitats i 35 deshabitats. Els nagar panchayat (quivalents a municipis) són 8 i hi ha un sol nagar palika parishad (consell municipal), el de la capital

## Hidrografia
El principal és el Yamuna; altres són el Kali Nadi, Isan, Arind o Rind, Sengar, Sirsa i Aganga. Petits rierols són el Kak o Kak Nadi (afluent de l'Isan), el Chhachha, el Basemar. Ujhiani, Puraha i Saman.

## Història
El 1191 Rapri fou la seu d'un governador musulmà i pocs anys després va quedar dins el sultanat de Delhi i va restar sota les successives dinasties. Sota Bahlul Shah Lodi (1452-1489) la regió de Mainpuri i la d'Etawah foren camp de batalla entre Delhi i Jaunpur i molts mercenaris van sortir de la zona per servir a un o altra fins que els Lodis es van imposar el 1483. Rapri va romandre a les seves mans fins al 1526 amb la invasió dels mogols de Baber. Aquest la va ocupar junt amb Etawah sense lluita. Va passar llavors als suris afganesos (1540) i Kutb Khan, fill de Sher Shah Suri, la va adornar amb diversos edificis. A la tornada d'Humayun el 1555 va retornar al seu poder. El districte fou part de la suba d'Agra en temps d'Akbar i dividit en els sirkars (o sarkars) d'Agra i Kanauj al seu torn dividits en mahals. Akbar hi va fer una expedició per reprimir als bandits locals que infestaven la regió; els musulmans notables van rebre terres però pocs natius es van convertir. Després d'Akbar, Rapri va perdre importància i el territori a l'entorn va quedar subordinat a Etawah.
Al segle xviii fou concedida al nawab d'Oudh i a la segona meitat del segle xviii els marathes hi van recaptar. El 1801 el nawab d'Oudh va cedir la regió d'Etawah (amb Mainpuri) als britànics i es va formar el districte d'Etawah que va tenir capital a Mainpuri. La jurisdicció es va estendre el 1803 als tahsils de Shikohabad o Rapri (amb les parganes de Shikohabad, Mustafabad i Ghiror), Huzur (amb Bhongaon, Sauj, Kishni i Manchhana), Sakit (amb Sonhar Sakit, Sirhpura, Sahawar-Karsana i Amanpur), Kasganj (amb Soron i Kasganj) i Etawah (amb Bibamau, Auraiya, Sandaus, Barhpura i Talgram). Després Sauj fou transferida a Farrukhabad. El 1804 Mainpuri fou atacada per Jaswant I Rao Holkar que fou refusat. El 1817 Kuraoli i el 1840 Bewar foren agregades des de Farrukhabad. El 1824 es van crear quatre subdivisions sota el col·lector d'Etawah resident a Mainpuri. El 1845 es va formar un districte amb capital a Etawah amb les parganes de Sahawar- Kahsana, Etah-Sakit i Sirhpura, i Mainpuri va quedar com a districte diferent dins les Províncies del Nord-oest (districte de Mainpuri).
Les notícies de la revolta de Meerut van arribar a Mainpuri el 12 de maig i el 22 es va saber de la revolta d'Aligarh i el 9è d'infanteria nativa es va revoltar. Els europeus van defensar la ciutat fins al dia 29 quan l'arribada de rebels des de Jhansi va imposar l'evacuació de tot el districte. Les tropes de Gwalior van acompanyar als governants fins a Shikohabad i llavors van refusar obeir ordes però van tornar a casa sense molestar als oficials i els fugitius van poder arribar a Agra sans i estalvis. Els rebels de Jhansi van atacar la ciutat on foren ben rebuts per la població. El raja de Mainpuri va prendre el poder. Fin el 1858 va conservar el control i llavors es va haver de rendir.
A finals del segle el districte tenia 8 ciutats i 1.380 pobles. La població va flucturar:
- 1872: 765.845
- 1881: 801.216
- 1891: 762.163
- 1901: 829.357

Administrativament estava dividt en cinc tehsils: Mainpuri, Bhongaon, Karhal, Shikohabad i Mustafabad (aquest darrer amb capital a Jasrana). La ciutat principal era Mainpuri, l'única municipalitat. El 93% eren hindús i el 6% musulmans. El tehsil de Mainpuri (parganes de Mainpuri, Ghiror i Kurauli) tenia 1000 km² justos, i una població de 183.180 habitants el 1901 amb 249 pobles i tres ciutats entre les quals Mainpuri amb 19.000 habitants el 1901.
Des de 1901 el districte fou part de les Províncies Unides d'Agra i Oudh, que el 1947 van passar a ser Uttar Pradesh. El 1957 diverses àrees foren transferides a Etawah, Etah i Farrukhabad i el 1958 algunes zones més a Farrukhabad. El 1977 estava dividit en 5 tahsils i 11 parganes.